# مدينة الأمير محمد بن عبد العزيز الطبية
مدينة الأمير محمد بن عبد العزيز الطبية تقع في مدينة سكاكا في منطقة الجوف يخدم المناطق الشمالية من المملكة العربية السعودية (تبوك و حائل و الحدود الشمالية و الجوف) وتمتلك المدينة الطبية على 1000 سرير، مقسمه على المستشفى الرئيسي الذي يقدم الخدمات الطبية المرجعية المتخصصة للحالات المرضية النادرة أو الدقيقة والمستعصية و يتخدم مستشفى العيون و مستشفى التأهيل و مركز الأورام و مركز القلب و مركز العلوم العصبية.